# Simpleclub
simpleclub (vormals The Simple Club) ist eine deutschsprachige Online-Lernplattform für Schüler der Sekundarstufe, sowie für Auszubildende und Studierende einzelner Fachrichtungen.

## Stil, Themen und Inhalte
Die Lernumgebung umfasst unter anderem Lern- bzw. Erklärvideos sowie Texterklärungen und Zusammenfassungen von Schul- und Ausbildungsinhalten, aber auch technische Funktionen wie Übungsaufgaben, Karteikarten, personalisierte Lernpläne und einen KI-Chatbot, genannt "KI-Tutor", welcher Lernenden die Möglichkeit gibt, Fragen zu den Inhalten zu stellen. Auch der Lernfortschritt lässt sich einsehen. Viele der Lernvideos aus der App sind zudem auf YouTube zu finden, wo simpleclub auf insgesamt sechzehn Kanälen mehr als 3,4 Millionen Abonnenten verzeichnet. In den Videos wird Jugendsprache verwendet.

## Geschichte
Der erste YouTube-Kanal TheSimpleMaths (heute: Mathematik - simpleclub) wurde am 27. Dezember 2011 von Alexander Giesecke und Nicolai Schork gegründet, als diese im Alter von 17 selbst noch Schüler waren. Dort wurden von den beiden Gründern zunächst nur Mathematik-Lernvideos produziert und veröffentlicht. 2014 beschlossen Giesecke und Schork, auch Videos zu den Fächern Biologie, Chemie und Physik anzubieten und stellten erstmals weitere Mitarbeiter ein. So wurden die YouTube-Kanäle TheSimpleBiology (heute: Biologie - simpleclub), TheSimpleChemics (heute: Chemie - simpleclub), TheSimplePhysics (heute: Physik - simpleclub) und der allgemeine Kanal TheSimpleClub (heute: simpleclub - Die Lernapp) eröffnet.
Am 30. Juli 2015 wurde die TheSimpleClub GmbH gegründet.
Seit dem 27. September 2015 werden auch auf dem Kanal TheSimpleEconomics (heute: Wirtschaft - simpleclub) Videos veröffentlicht. Die drei weiteren Kanäle TheSimpleGeography (heute: Geographie - simpleclub), TheSimpleHistory (heute: Geschichte - simpleclub) und TheSimpleInformatics (heute: Informatik - simpleclub) veröffentlichten am 15. September 2016 ihre ersten Videos.
Nachdem am 5. Mai 2017 das Buch KEIN LIMIT: Mit diesen Strategien erreichst du jedes Ziel erschien, startete am 10. September 2017 der gleichnamige Kanal KEIN LIMIT - Der Erfolgspodcast für junge Leute, ein Podcast der beiden Gründer für die Zielgruppe zum Thema Persönlichkeitsentwicklung und Mindset. In zwei Staffeln führten die Gründer Gespräche mit Gästen aus dem Unternehmertum. Später wurde der Podcast im Jahr 2020 nach der 2. Staffel und insgesamt 129 Folgen abgesetzt.
Am 4. Oktober 2017 eröffnete simpleclub den Kanal TheSimpleEngineers (heute: Maschinenbau - simpleclub) und am 23. September 2018 den Kanal Startup Teens, der sich mit dem Unternehmertum beschäftigt.
Im November 2018 änderte sich der Markenname in simpleclub. Später am 2. April 2020 wurde auch der Firmenname in simpleclub GmbH geändert.
Seit April 2019 werden in Kooperation mit Brillux Videos mit Ausbildungsinhalten für Maler und Lackierer erstellt. Dies stellt die erste Zusammenarbeit in simpleclubs B2B-Geschäftsmodell dar, gefolgt von der Kooperation mit der Deutschen Telekom.
Ende 2020 erhielt das Unternehmen im Rahmen einer Seed-Finanzierungsrunde erstmalig Kapital in Höhe von 2 Millionen Euro vom Investor Holtzbrinck Ventures (heute: HV Capital), mit dem Ziel die Lerninhalte ab der 5. Klasse ausbauen, drei Jahre früher als bisher.
Im März 2021 eröffnete simpleclub mit Deutsch - simpleclub, Englisch - simpleclub, Französisch - simpleclub, Latein - simpleclub, Spanisch - simpleclub und Politik - simpleclub sechs weitere YouTube-Kanäle.
Im Februar 2022 konnte das Unternehmen in einer Finanzierungsrunde Kapital in Höhe von 7,2 Millionen Euro von Investoren einsammeln, mit den Zielen Wachstum im Inland sowie Expansion ins Ausland. Im November 2022 wurde bekannt, dass 30 Mitarbeitern (etwa einem Viertel der Belegschaft) gekündigt wurde.
Im Juli 2023 investierten mehrere deutsche Familienunternehmen in simpleclub, um das Geschäft im Ausbildungsbereich auszubauen.
Im Mai 2024 folgte eine weitere Finanzierungsrunde in Höhe eines mittleren einstelligen Millionenbetrags, angeführt von Investoren wie HV Capital, 10× Founders, Bonsai Partners und 10× Group, um das B2B-Geschäft weiter zu skalieren.

## Kooperation mit Unternehmen
simpleclub kooperiert mit Stand von Mai 2024 mit mehr als 300 Unternehmen, darunter Großkunden wie die Deutsche Bahn, Deichmann, Brillux, Remondis und Sparkasse, die ihre Ausbildung digitalisieren und standardisieren. Auch im Gesundheits- und Bildungsbereich bestehen Kooperationen, darunter mit der Wirtschaftskammer Österreich (WKO) zur digitalen Unterstützung der beruflichen Ausbildung sowie mit der Deutschen Industrie- und Handelskammer (DIHK).
Neben Unternehmen kooperiert simpleclub auch mit Bildungsinstitutionen. Ein Beispiel ist das Unfallkrankenhaus Berlin, das 2024 gemeinsam mit simpleclub eine Initiative startete, um dem Pflegenotstand entgegenzuwirken. Bis 2027 sollen bis zu 225 Auszubildende ihre digitale Ausbildung erfolgreich abschließen. Ebenso nutzt die Medizinische Hochschule Hannover simpleclub, um angehende Medizinische Fachangestellte zu schulen.

## App
Am 10. März 2016 wurde erstmals die Android-Version der simpleclub-App im Google Play Store veröffentlicht. Am 29. März 2016 folgte die iOS-Version im Apple App Store.
Neben den mobilen Geräten wie Handy und Tablet lässt sich die App auch am Desktop im Browser nutzen.
Die simpleclub-App stellt eine digitale Lernplattform dar, die Zugang zu verschiedenen Lerninhalten bietet. Zu den Funktionen zählen Erklärvideos, textbasierte Erklärungen, interaktive Übungsaufgaben, Zusammenfassungen und digitale Karteikarten. Nutzer können ihren Lernfortschritt verfolgen und individuelle Lernpläne sowie Prüfungssimulationen zur gezielten Prüfungsvorbereitung erstellen.
Seit 2023 nutzt simpleclub Funktionen mit Künstlicher Intelligenz (KI). Dazu zählt ein KI-gestützter Prüfungsmodus sowie der KI-Tutor, ein KI-Chatbot, der in Echtzeit Fragen beantwortet, komplexe Sachverhalte erklärt und Inhalte in andere Sprachen übersetzt.
Im Apple App Store trägt die simpleclub-App das redaktionelle Empfehlungssiegel Wir empfehlen.

## TV-Auftritte
- Am 21. Oktober 2015 in der Sendung "stern TV" (RTL)[41]
- Bericht in der Sendung "Galileo" (ProSieben)[42]
- Am 27. Dezember 2023 war Co-Gründer Alexander Giesecke zu Gast in der Sendung „So techt Deutschland“ (ntv). Thema war die Modernisierung des Ausbildungssystems, insbesondere im Hinblick auf veraltete Ausbildungsmethoden in Unternehmen.[43]

## Nominierungen und Auszeichnungen
- Nominiert für den Goldene Kamera Digital Award 2017 in der Kategorie „#Channels“[44]
- Nominiert für den International Digital Emmy Award 2015 in der Kategorie „Children & Young People“[45][46]
- 1. Preis in der Kategorie „Community“ und 2. Preis in der Kategorie „Scitainment“ beim Wissenschaftsvideo-Wettbewerb „Fast Forward Science“ 2015 für das Video „Power to Gas – Energiespeicher der Zukunft?“.[47]
- Platz 3 des Deutschen Multimediapreis 2015 in der Altersgruppe 16–20 Jahre[48]
- Webvideopreis Deutschland 2017 in der Kategorie "Education & Science"[49][50]
- Deutscher Bildungs-Award 2022 von ntv und dem Deutschen Institut für Service-Qualität in der Kategorie "Lern-Apps Schule & Studium (universell)"[51]
- Deutscher Bildungs-Award 2023/2024 von ntv und dem Deutschen Institut für Service-Qualität in der Kategorie "Lern-Apps Schule & Studium (universell)"[52]
- Deutscher Bildungs-Award 2024/2025 von ntv und dem Deutschen Institut für Service-Qualität in der Kategorie "Lern-Apps Schule & Studium (universell)"[53]